# Colonia Sighetu Silvaniei, Sălaj
Colonia Sighetu Silvaniei este un sat în comuna Chieșd din județul Sălaj, Transilvania, România.
La recensămânul din 2002, avea doar 69 locuitori, 34 bărbați, 35 femei. Localitatea apare doar în 1954 pe harta județului Sălaj, cătun al localității Sighetu Silvaniei.